# Владычное (озеро)
Владычное (иногда также Ремда) — озеро в Самолвовской волости Гдовского района Псковской области.
Площадь — 1,3 км² (130,0 га). Максимальная глубина — 8,0 м, средняя глубина — 3,0 м.
Проточное. На севере из озера вытекает река Ремда, приток Желчи, впадающей в Чудское озеро. К северу от озера на берегу реки Ремда расположена деревня Ремда.
Тип озера лещово- плотвичный. Массовые виды рыб: щука, плотва, окунь, лещ, ерш, карась, язь, линь, густера, красноперка, вьюн.
Для озера характерны: низкие, преимущественно заболоченные берега, лес, болото; в центре — ил, в литорали — ил, заиленный песок, коряги, сплавины.
Код водного объекта в государственном водном реестре — 01030000311102000025319.